# Dactylomys peruanus
Dactylomys peruanus är en däggdjursart som beskrevs av J. A. Allen 1900. Dactylomys peruanus ingår i släktet Dactylomys och familjen lansråttor. IUCN kategoriserar arten globalt som otillräckligt studerad. Inga underarter finns listade.
Arten blir ungefär 24 cm lång (huvud och bål) och den har en cirka 32 cm lång svans. Viktuppgifter saknas. Dactylomys peruanus saknar grova hår och har mjuk päls. Pälsens färg är olivbrun på ovansidan med inslag av gråbrun vid nosen. Öronen är nästan gömda i pälsen. Påfallande är delar av låren och det första avsnittet av svansen som är orange på undersidan. Svansen har en tät päls nära bålen, glest fördelade hår i mitten och en tofs vid spetsen. Arten har en vit undersida med lite mörkare centrala delar.
Denna gnagare är bara känd från två mindre områden i östra Peru respektive västra Bolivia. Arten vistas där i bergstrakter mellan 1000 och 3300 meter över havet. Habitatet utgörs av molnskog med bambu som undervegetation. Antagligen äter djuret främst bambu. Individerna är nattaktiva och deras läten påminner om fåglarnas kvittrande.